# Apple Watch
Apple Watch là dòng đồng hồ thông minh của Apple Inc., công bố bởi Tim Cook vào ngày 24 tháng 4 năm 2015. Apple Watch ngoài tác dụng của một chiếc đồng hồ đeo tay bình thường, nó còn có thể theo dõi quá trình luyện tập thể thao, đếm bước chân, nhịp tim, chu kỳ kinh nguyệt, giấc ngủ, cũng như các chức năng liên quan đến sức khỏe khác, nó tương thích với iOS và các sản phẩm, dịch vụ khác của Apple, như nghe điện thoại, đọc tin nhắn, nhận thông báo đồng bộ từ các ứng dụng trên iPhone mà Apple Watch ghép đôi.
Apple Watch chạy trên hệ điều hành watchOS, phần lớn phải phụ thuộc vào iPhone mà nó ghép đôi ở các thế hệ đầu. Từ thế hệ Series 3, ngoài Wi-Fi, kết nối 4G LTE với eSIM được thêm vào, Apple Watch đã có thể hoạt động độc lập với nhiều tính năng hơn. Kể từ thế hệ đầu tiên được giới thiệu tháng 4 năm 2015, Apple Watch nhanh chóng trở thành thiết bị đeo thông minh bán chạy nhất thế giới. 4,2 triệu máy đã được bán trong quý hai năm 2015. Khác với các đối thủ cạnh tranh (mặt đồng hồ hình tròn), Apple Watch mang thiết kế khác biệt với mặt đồng hồ hình vuông. Các thế hệ tiếp theo được giới thiệu thường niên vào tháng 9 hằng năm, trong cùng sự kiện ra mắt thế hệ iPhone mới của Apple.

## Phát triển
Mục tiêu của Apple Watch là bổ sung cho iPhone và thêm các chức năng mới, đồng thời giải phóng mọi người khỏi điện thoại của họ.
Kevin Lynch được Apple thuê để tạo ra công nghệ đeo được cho cổ tay. Ông nói: "Mọi người mang theo điện thoại của họ bên mình và xem màn hình rất nhiều. Mọi người muốn mức độ tương tác đó. Nhưng làm thế nào để chúng tôi cung cấp nó theo một cách nhân văn hơn một chút, tức thời hơn khi bạn ở bên cạnh ai đó?" Quy trình phát triển của Apple được giữ bí mật cho đến khi một bài báo trên Wired tiết lộ cách một số quyết định thiết kế nội bộ được đưa ra.
RTin đồn từ năm 2011 suy đoán rằng Apple đang phát triển một biến thể đeo được của iPod có thể uốn cong quanh cổ tay người dùng và có tính năng tích hợp Siri. Vào tháng 2 năm 2013, The New York Times và The Wall Street Journal đưa tin rằng Apple đang bắt đầu phát triển một chiếc đồng hồ thông minh dựa trên iOS với màn hình cong. Cùng tháng đó, Bloomberg đưa tin rằng dự án đồng hồ thông minh của Apple đã "vượt ra khỏi giai đoạn thử nghiệm" với một nhóm khoảng 100 nhà thiết kế. Vào tháng 7 năm 2013, Financial Times đưa tin rằng Apple đã bắt đầu tuyển dụng thêm nhân viên để làm việc trên chiếc đồng hồ thông minh và họ đang nhắm mục tiêu phát hành bán lẻ vào cuối năm 2014.

## Công bố và phát hành
Vào tháng 4 năm 2014, CEO của Apple, Tim Cook, đã nói với The Wall Street Journal rằng công ty đang có kế hoạch ra mắt các sản phẩm mới trong năm đó, nhưng không tiết lộ chi tiết nào.
Vào tháng 6 năm 2014, Reuters đưa tin rằng việc sản xuất sản phẩm đồng hồ thông minh dự kiến sẽ bắt đầu vào tháng 7 để phát hành vào tháng 10.
Trong sự kiện ra mắt báo chí vào tháng 9 năm 2014, nơi iPhone 6 cũng được giới thiệu, sản phẩm đồng hồ mới đã được Tim Cook giới thiệu trong phần "một điều nữa". Sau một video tập trung vào quá trình thiết kế, Cook xuất hiện trở lại trên sân khấu khi đeo một chiếc Apple Watch.
So với các sản phẩm khác của Apple và đồng hồ thông minh của đối thủ, việc tiếp thị Apple Watch đã quảng cáo thiết bị này như một phụ kiện thời trang. Sau đó, Apple tập trung vào các tính năng liên quan đến sức khỏe và thể dục của nó, trong nỗ lực cạnh tranh với các thiết bị theo dõi hoạt động chuyên dụng.
Thiết bị này không được đặt tên là "iWatch", điều này sẽ khiến nó phù hợp với các dòng sản phẩm của mình như iPod, iPhone và iPad. Tại Hoa Kỳ, nhãn hiệu "iWatch" thuộc sở hữu của OMG Electronics - công ty đang gây quỹ cộng đồng cho một thiết bị có cùng tên; nó thuộc sở hữu của công ty Probendi của Ireland tại Liên minh Châu Âu. Vào tháng 7 năm 2015, Probendi đã kiện Apple Inc. vì vi phạm nhãn hiệu, lập luận rằng thông qua quảng cáo từ khóa trên công cụ tìm kiếm Google, họ đã khiến quảng cáo cho Apple Watch xuất hiện trên các trang kết quả tìm kiếm khi người dùng tìm kiếm thuật ngữ có nhãn hiệu "iWatch".

### Phát hành
Đặt hàng trước cho Apple Watch bắt đầu vào ngày 10 tháng 4 năm 2015, với bản phát hành chính thức vào ngày 24 tháng 4. Lúc đầu, nó không có sẵn tại Apple Store; khách hàng có thể đặt lịch hẹn để xem và thử nghiệm, nhưng thiết bị không có trong kho để mua trực tiếp và phải được đặt trước và đặt hàng trực tuyến. CNET cho rằng mô hình phân phối này được thiết kế để ngăn chặn các địa điểm Apple Store có hàng dài người xếp hàng do nhu cầu cao. Cửa hàng bán lẻ đầu tiên trưng bày Apple Watch cho công chúng là Colette ở Paris. Sau đó, một số mẫu được bán với số lượng hạn chế tại các cửa hàng sang trọng và nhà bán lẻ được ủy quyền.
Vào ngày 4 tháng 6 năm 2015, Apple thông báo rằng họ có kế hoạch bán Apple Watch tại các địa điểm bán lẻ của mình.
Vào ngày 24 tháng 8 năm 2015, Best Buy thông báo rằng họ sẽ bắt đầu bán Apple Watch tại các cửa hàng bán lẻ của mình vào cuối tháng 9. Cả T-Mobile US và Sprint cũng thông báo về kế hoạch cung cấp Apple Watch thông qua các cửa hàng bán lẻ của họ.
Vào tháng 9 năm 2015, Apple đã ra mắt một dòng sản phẩm Apple Watch mới, với vỏ bằng thép không gỉ và dây đeo bằng da, hợp tác với Hermès. Vào năm sau, Apple ra mắt một dòng sản phẩm Apple Watch khác hợp tác với Nike có tên là "Apple Watch Nike+". Cả hai dòng sản phẩm đều có tùy chỉnh mỹ phẩm, nhưng về cơ bản hoạt động giống như Apple Watch tiêu chuẩn.
Apple Watch được bán ở Ấn Độ vào tháng 11 năm 2015. Thiết bị này cũng được ra mắt tại Chile, Philippines, Indonesia và Nam Phi.

## Thiết kế
Apple Watch mỗi thế hệ có nhiều phiên bản, thường được phân biệt bởi chất liệu, màu sắc và kích thước mặt đồng hồ. Apple Watch có thể thay đổi linh hoạt nhiều loại dây đeo, từ các thương hiệu như Nike hay cao cấp của Hermès.
Apple Watch Series 4 và Series 5 đã có hai kích thước mặt đồng hồ là: 40 mm (1.6 in) và 44 mm (1.7 in), thay thế cho các kích thước 38 mm (1.5 in) và 42 mm (1.7 in) của thế hệ Series 2 và 3. Do Series 4 và 5 thiết kế mặt đồng hồ trở nên tràn viền với các cạnh màn hình mỏng hơn thế hệ trước.
Dây đeo cho bản 38 mm cũ (1,5 in) phù hợp với bản 40 mm mới (1,6 in) và dây đeo của bản 42 mm cũ (1.7 in) phù hợp với bản 44 mm mới (1.7 in).
Apple Watch được sạc bằng phương pháp sạc cảm ứng, sử dụng cáp tương tự cáp MagSafe trên MacBook của Apple. Màn hình cảm ứng OLED có công nghệ Force Touch, có khả năng phân biệt giữa chạm và nhấn. Đồng hồ cũng có một nút bên để hiển thị các ứng dụng sử dụng gần đây và truy cập Apple Pay. Apple Watch Series có khả năng kháng nước, phù hợp để bơi lội và lướt sóng.

Apple Watch xuất hiện trong nhiều báo cáo rằng đã cứu sống người dùng khi họ bị mắc kẹt hay bị lạc. 

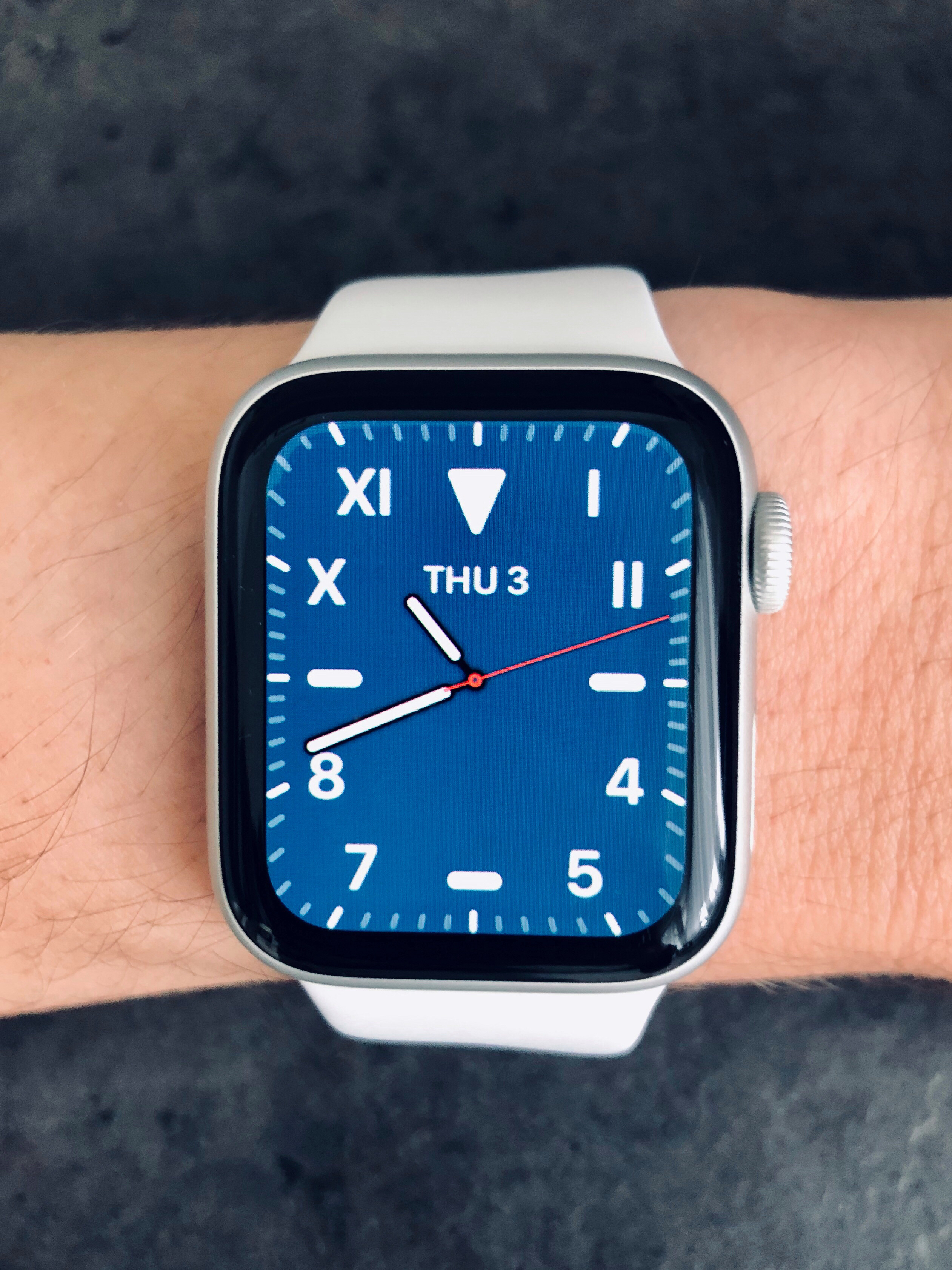
Apple Watch Series 4
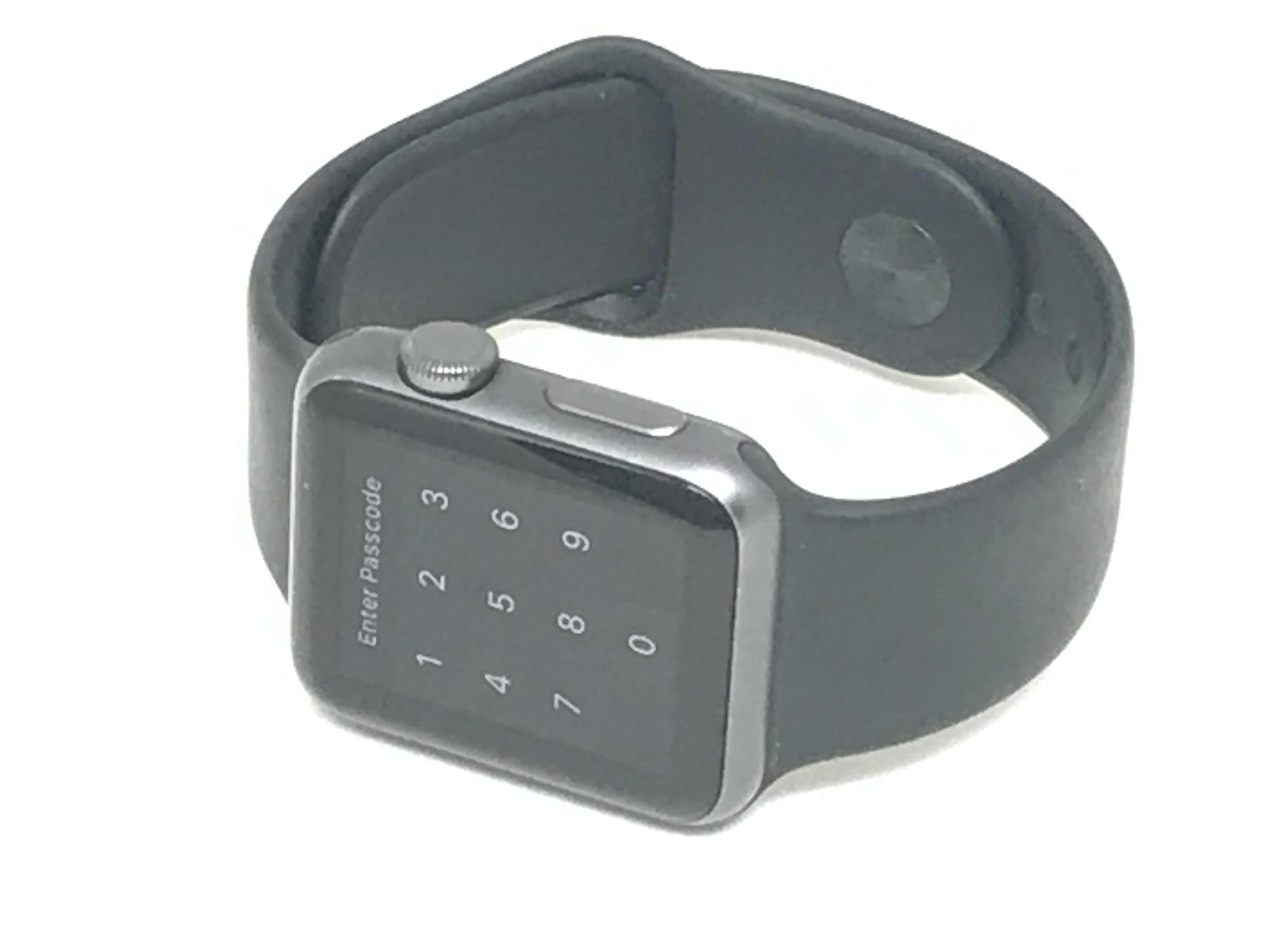
Apple Watch Series 3
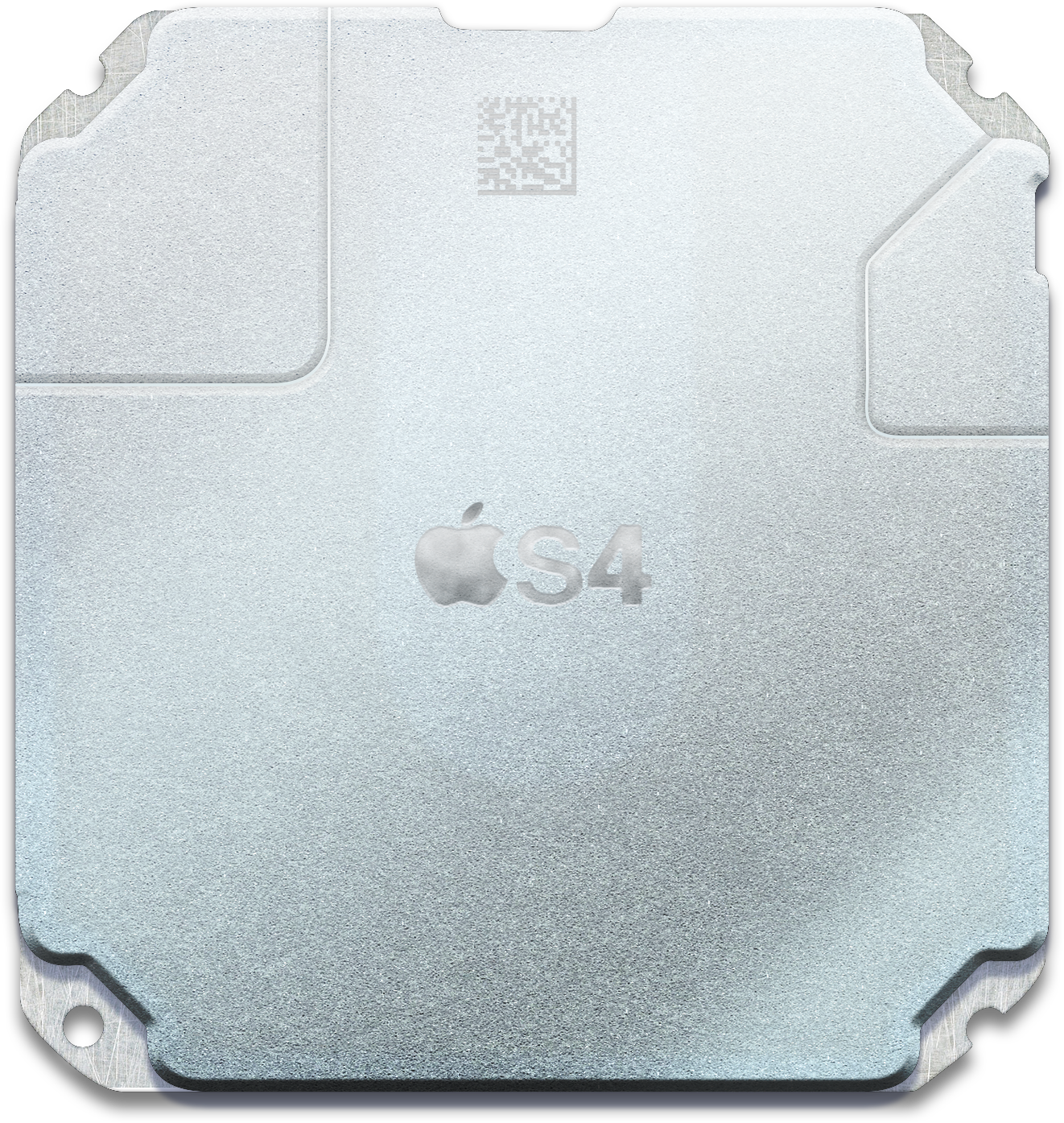
SoC Apple S4
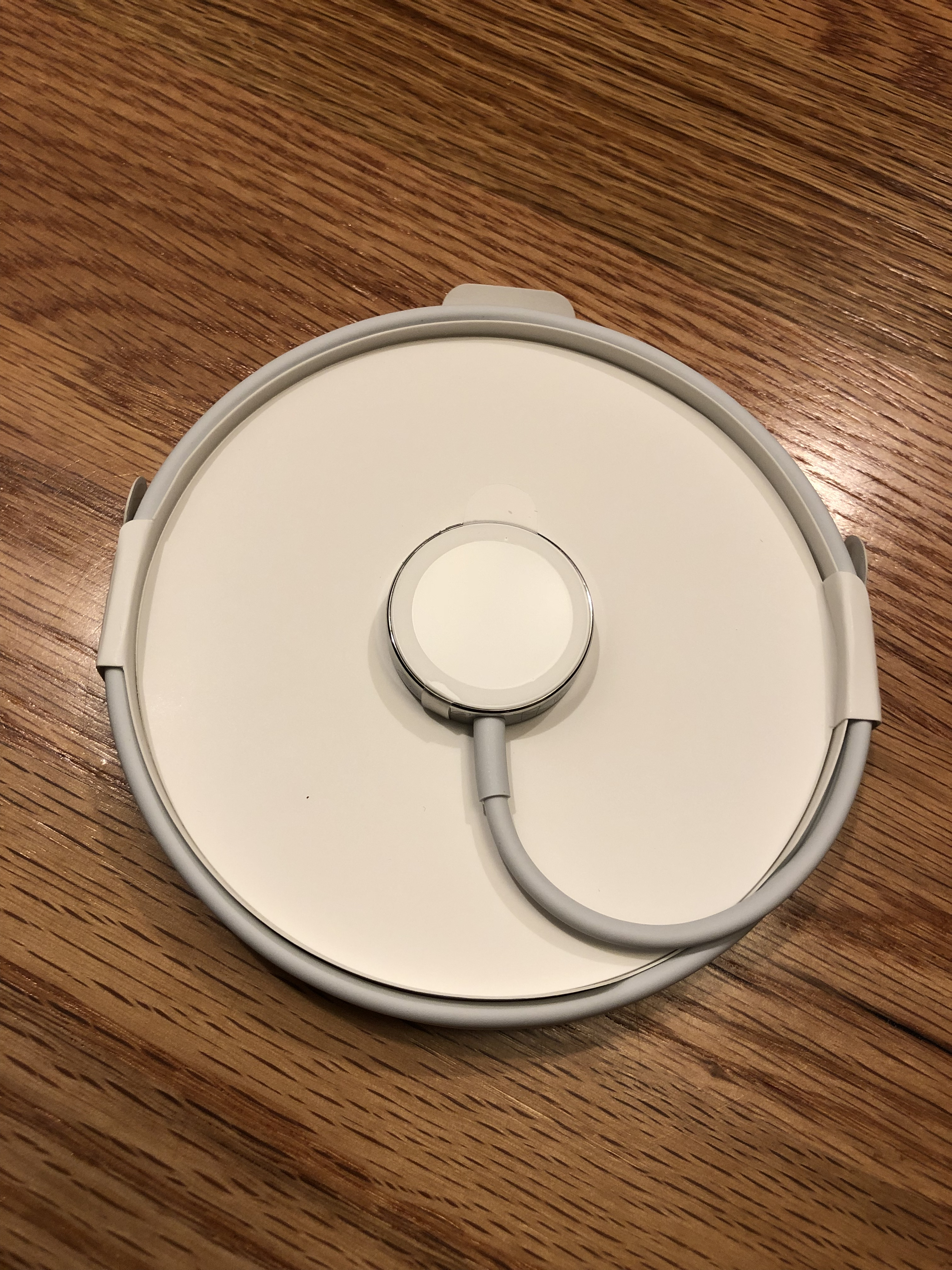
Sạc của Apple Watch

## Danh sách thiết bị

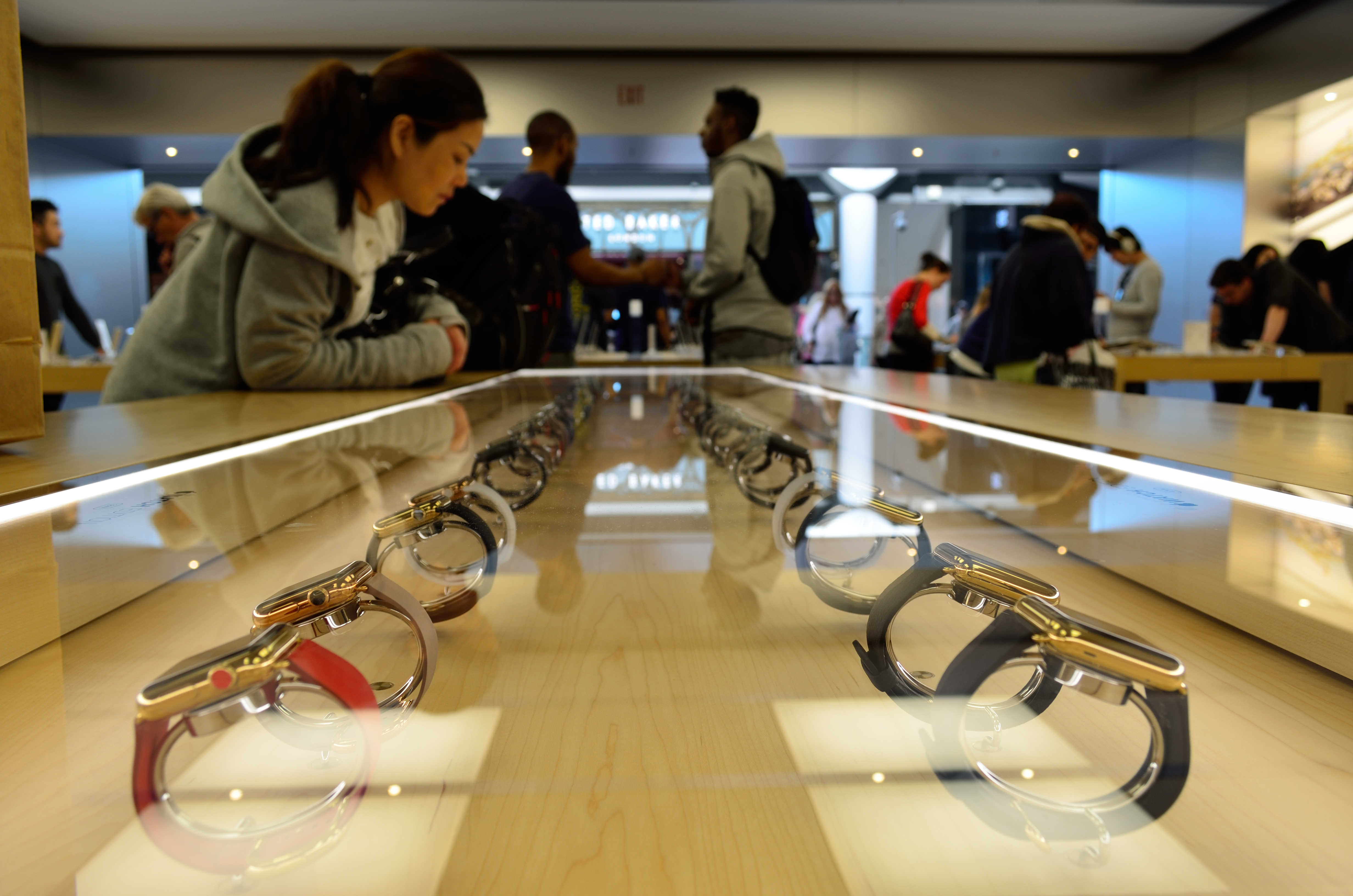
Apple Watch được bày bán tại Apple Store

Kể từ tháng 9 năm 2019, có sáu thế hệ Apple Watch đã được phát hành. Hiện nay chỉ còn Series 3 và Series 5 là còn được Apple sản xuất và bán tại Apple Store.
Tháng 9 năm 2020, Apple Watch Series 6 và Apple Watch SE trong sự kiện mang tên Time Flies với hứa hẹn rằng đây là sản phẩm dược sinh ra để chống chọi vơi Covid-19.
Apple Watch Series 6 có hiện tượng giật lag mặc dù là mới và KHÔNG THỂ đo lượng oxy trong máu
( không hỗ trợ vùng miền )
- Apple Watch (2015–2016)
- Apple Watch Series 1 (2016–2018)
- Apple Watch Series 2 (2016–2017)
- Apple Watch Series 3 (2017– nay)
- Apple Watch Series 4 (2018–2019)
- Apple Watch Series 5 (2019 - nay)
- Apple Watch Series 6 (2020 - nay)
- Apple Watch SE (2020 - nay)

Các mẫu Apple Watch đã được chia thành năm "bộ sưu tập":
- Apple Watch (thế hệ 1 - nay) (Apple Watch làm bằng vỏ nhôm hoặc thép không gỉ và nhiều dây đeo đồng hồ khác nhau),
- Apple Watch Sport (thế hệ 1) (Apple Watch Sport làm bằng vỏ nhôm và dây đeo thể thao hoặc dây nylon dệt),
- Apple Watch Nike + (Series 2 - hiện tại) (Apple Watch Nike + làm bằng vỏ nhôm và dây đeo thể thao Nike hoặc vòng thể thao),
- Apple Watch Hermès (thế hệ 1 - nay) (Apple Watch Hermès sử dụng vỏ thép không gỉ và dây đeo bằng da Hermès, cũng bao gồm một dây đeo thể thao màu cam Hermès độc quyền),
- Apple Watch Edition (thế hệ 1 - Series 3, Series 5) (Apple Watch Edition làm bằng vỏ gốm hay titan, phiên bản Apple Watch thế hệ 1 sử dụng vàng 18 karat hoặc vàng hồng).

## So sánh các thế hệ
| Chức năng                         | Thế hệ đầu tiên | Series 1 | Series 2 | Series 3 | Series 4 | Series 5 |
| --------------------------------- | --- | --- | --- | --- | --- | --- |
| Vi xử lý (SoC)                    | Apple S1 | Apple S1P | Apple S2 | Apple S3 | Apple S4 | Apple S5 |
| Định vị vệ tinh                   | Không | Không | Global Positioning System (GPS) và GLONASS                                                                                                | Global Positioning System (GPS), GLONASS, Galileo, và QZSS | Global Positioning System (GPS), GLONASS, Galileo, và QZSS                                                                                 | Global Positioning System (GPS), GLONASS, Galileo, và QZSS                                                                                  |
| 4G (LTE / UMTS)                   | Không | Không | Không | Tùy chọn (eSIM) | Tùy chọn (eSIM) | Tùy chọn (eSIM) |
| Chuẩn kháng nước                  | IPX7 (lên tới 1m) | IPX7 (lên tới 1m) | ISO 22810:2010 chống nước (lên tới 50 m)                                                                                                  | ISO 22810:2010 chống nước (lên tới 50 m) | ISO 22810:2010 chống nước (lên tới 50 m)                                                                                                   | ISO 22810:2010 chống nước (lên tới 50 m) |
| Băng tần Wi-Fi                    | Wi-Fi (802.11 b/g/n 2.4 GHz) | Wi-Fi (802.11 b/g/n 2.4 GHz) | Wi-Fi (802.11 b/g/n 2.4 GHz) | Wi-Fi (802.11 b/g/n 2.4 GHz) | Wi-Fi (802.11 b/g/n 2.4 GHz) | Wi-Fi (802.11 b/g/n 2.4 GHz) |
| Bluetooth                         | Bluetooth 4.0 | Bluetooth 4.0 | Bluetooth 4.0 | Bluetooth 4.2 | Bluetooth 5.0 | Bluetooth 5.0 |
| Cảm biến nhịp tim                 | Có | Có | Có | Có | Có | Có |
| Cảm biến điện tim (ECG/EKG)       | Không | Không | Không | Không | Có | Có |
| Gia tốc kế                        | 16g | 16g | 16g | 16g | 32g | 32g |
| Con quay hồi chuyển               | Có | Có | Có | Có | Cải tiến | Cải tiến |
| Cảm biến ánh sáng                 | Có | Có | Có | Có | Có | Có |
| Máy đo độ cao                     | Không | Không | Không | Có | Có | Có |
| La bàn                            | Không | Không | Không | Không | Không | Có |
| "Siri Speaks" và "Raise to Speak" | Không | Không | Không | Có | Có | Có |
| Màn hình và độ sáng               | OLED Retina với Force Touch (450 nits)                                                                                                   | OLED Retina với Force Touch (450 nits)                                                                                                   | Second-generation OLED Retina display with Force Touch (1000 nits)                                                                        | Second-generation OLED Retina display with Force Touch (1000 nits) | LTPO OLED Retina display with Force Touch (1000 nits)                                                                                      | LTPO OLED Always-on Retina display with Force Touch (1000 nits)                                                                             |
| Mật độ điểm ảnh                   | 326 ppi | 326 ppi | 326 ppi | 326 ppi | 326 ppi | 326 ppi |
| Kích thước màn hình               | 38mm (case height): 1.337in (diagonal) with 272x340 pixels                                                                               | 38mm (case height): 1.337in (diagonal) with 272x340 pixels                                                                               | 38mm (case height): 1.337in (diagonal) with 272x340 pixels                                                                                | 38mm (case height): 1.337in (diagonal) with 272x340 pixels | 40mm (case height): 1.533in (diagonal) with 324x394 pixels (viewable area reduced by rounded corners)                                      | 40mm (case height): 1.533in (diagonal) with 324x394 pixels (viewable area reduced by rounded corners)                                       |
| Kích thước màn hình               | 42mm (case height): 1.566in (diagonal) with 312x390 pixels                                                                               | 42mm (case height): 1.566in (diagonal) with 312x390 pixels                                                                               | 42mm (case height): 1.566in (diagonal) with 312x390 pixels                                                                                | 42mm (case height): 1.566in (diagonal) with 312x390 pixels | 44mm (case height): 1.780in (diagonal) with 368x448 pixels (viewable area reduced by rounded corners)                                      | 44mm (case height): 1.780in (diagonal) with 368x448 pixels (viewable area reduced by rounded corners)                                       |
| Bộ xử lý trung tâm (CPU)          | 520 MHz Single-Core | 780 MHz Dual-Core[citation needed] | 780 MHz Dual-Core[citation needed] | Dual-Core | 64-bit Dual-Core | 64-bit Dual-Core |
| ROM                               | 8 GB | 8 GB | 8 GB | Non-LTE: 8 GB LTE: 16 GB | 16 GB | 32 GB |
| Random Access Memory (RAM)        | 512 MB DRAM | 512 MB DRAM | 512 MB DRAM | 768 MB DRAM | 1 GB DRAM | 1 GB DRAM |
| Hệ điều hành                      | watchOS 1 to 4 | watchOS 3 to 6 | watchOS 3 to 6 | watchOS 4 to 6 | watchOS 5 to 6 | watchOS 6 |
| iPhone ghép đôi                   | iPhone 5 trở lên, chạy iOS 8.2 trở lên                                                                                                   | iPhone 5 trở lên, chạy iOS 10 trở lên | iPhone 5 trở lên, chạy iOS 10 trở lên | Non-LTE: iPhone 5S trở lên, chạy iOS 11 trở lên LTE: iPhone 6 trở lên, chạy iOS 11 trở lên | Non-LTE: iPhone 5S trở lên, chạy iOS 12 trở lên LTE: iPhone 6 trở lên, chạy iOS 12 trở lên                                                 | iPhone 6s trở lên, chạy iOS 13 trở lên |
| Pin                               | 205 mA·h, 3.8 V, 0.78 W·h battery capacity (38 mm)[citation needed] 250 mA·h, 3.78 V, 0.93 W·h battery capacity (42 mm)[citation needed] | 205 mA·h, 3.8 V, 0.78 W·h battery capacity (38 mm)[citation needed] 250 mA·h, 3.78 V, 0.93 W·h battery capacity (42 mm)[citation needed] | 273 mA·h, 3.77 V, 1.03 W·h battery capacity (38 mm)[citation needed] 334 mA·h, 3.80 V, 1.27 W·h battery capacity (42 mm)[citation needed] | Non-LTE: 262 mA·h, 3.81 V, 1.00 W·h battery capacity (38 mm) 342 mA·h, 3.82 V, 1.31 W·h battery capacity (42 mm) LTE: 279 mA·h, 3.82 V, 1.07 W·h battery capacity (38 mm) 352 mA·h, 3.82 V, 1.34 W·h battery capacity (42 mm) | 40 mm: 224.9 mA·h, 3.81 V, 0.858 W·h battery capacity 44 mm: 291.8 mA·h, 3.81 V, 1.113 W·h battery capacity                                | 40 mm: 245 mA·h, 3.85 V, 0.944 W·h battery capacity 44 mm: 296 mA·h, 3.814 V, 1.129 W·h battery capacity                                    |
| Cân nặng                          | 25g tới 69g | 25g tới 30g | 28.2g tới 52.4g | 26.7g tới 52.8g | 30.1g tới 47.9g | 30.8g tới 47.8g |
| Khí thải nhà kính                 | 50 kg CO2e | 20 kg CO2e | 30 kg CO2e | Non-LTE: 28 kg CO2e LTE: 36 kg CO2e | Non-LTE: 38 kg CO2e LTE: 39 kg CO2e | All: 40 kg CO2e |
| Ra mắt                            | tháng 4, 2015 | tháng 9, 2016 | tháng 9, 2016 | tháng 9, 2017 | tháng 9, 2018 | tháng 9, 2019 |
| Dừng sản xuất                     | tháng 9, 2016 | tháng 9, 2018 | tháng 9, 2017 | | tháng 9, 2019 | |
| Model                             | A1553 (38mm) A1554 (42mm) | A1802 (38mm) A1803 (42mm) | A1757 (38mm) A1758 (42mm) Edition: A1816 (38mm) A1817 (42mm)                                                                              | GPS: A1858 (38mm) A1859 (42mm) GPS + Cellular: Châu Mỹ: A1860 (38mm) A1861 (42mm) Châu Âu và châu Á - Thái Bình Dương: A1889 (38mm) A1891 (42mm) Trung Quốc đại lục: A1890 (38mm) A1892 (42mm)                                | GPS: A1977 (40mm) A1978 (44mm) GPS + Cellular: Bắc Mỹ: A1975 (40mm) A1976 (44mm) Châu Âu, châu Á, và Trung Quốc: A2007 (40mm) A2008 (44mm) | GPS: A2092 (40mm), A2093 (44mm) GPS + Cellular: Bắc Mỹ: A2094 (40mm) A2095 (44mm) Châu Âu, châu Á, và Trung Quốc: A2156 (40mm) A2157 (44mm) |
| FCC ID                            | BCG-E2870 BCG-E2871 | BCG-E3102 BCG-E3103 | BCG-E3104 BCG-E3105 | BCG-A1858 BCG-A1859 BCG-A1860 BCG-A1861 BCG-A1889 BCG-A1891 BCG-A1890 BCG-A1892 | BCG-A1977 BCG-A1978 BCG-A1975 BCG-A1976 BCG-A2007 BCG-A2008                                                                                | BCG-A2092 BCG-A2093 BCG-A2094 BCG-A2095 BCG-A2156 BCG-A2157                                                                                 |
| Giá khởi điểm (tại Mỹ)            | $349 | $269 | $369 | $329 | $399 | $399 |

Xem thêm
- watchOS
- Android Wear
- Samsung Gear S

## Phần cứng

### Thế hệ đầu tiên

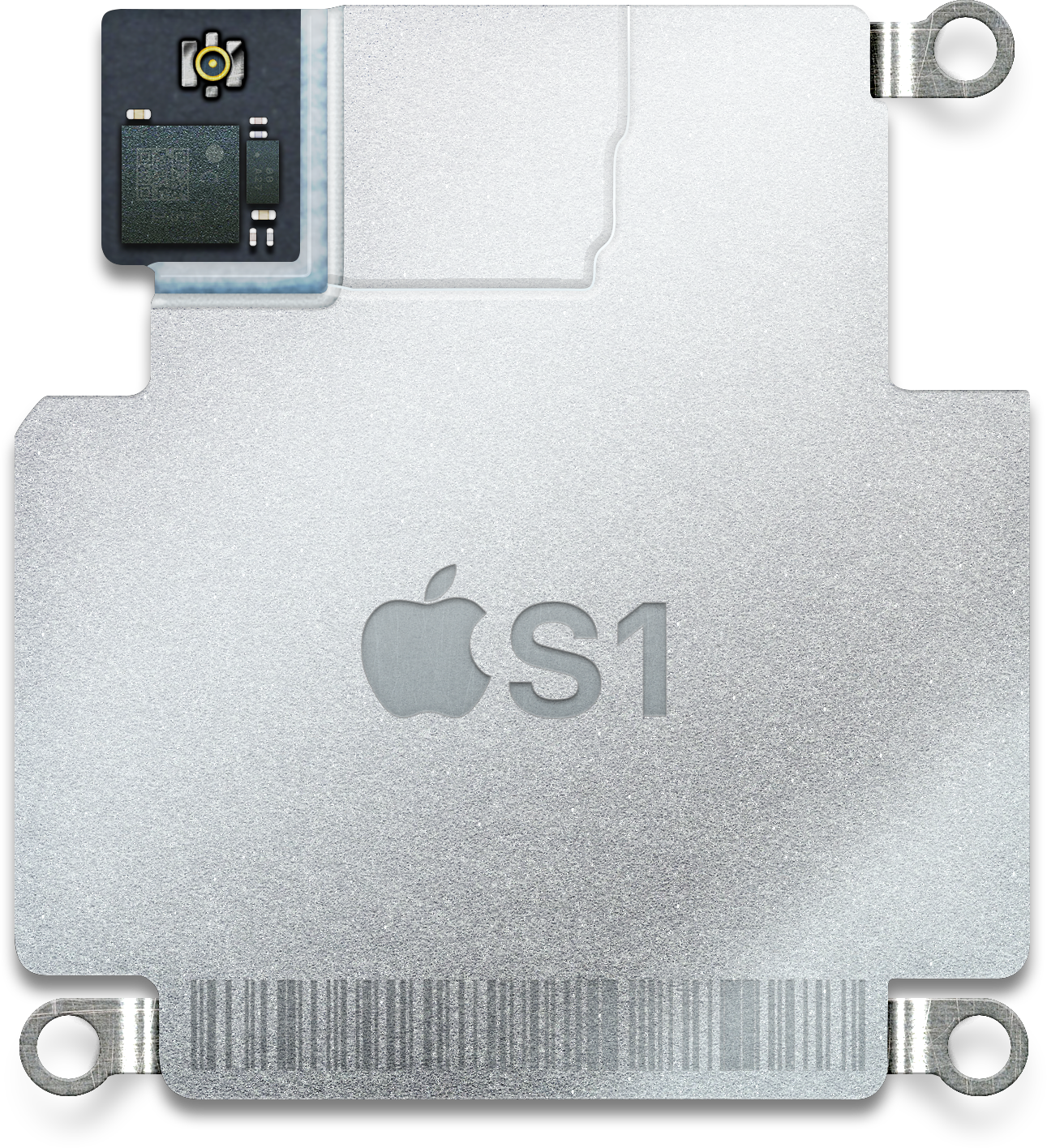
Apple S1

Apple Watch thế hệ đầu tiên (thường được gọi là Series 0) sử dụng chip hệ thống S1 lõi đơn. Nó không có chip GPS tích hợp, thay vào đó dựa vào iPhone được ghép nối cho các dịch vụ định vị. Nó sử dụng một cơ cấu chấp hành theo chuyển động thẳng được gọi là "Taptic Engine" để cung cấp phản hồi xúc giác khi nhận được cảnh báo hoặc thông báo và được sử dụng cho các mục đích khác bởi các ứng dụng nhất định. Đồng hồ được trang bị cảm biến nhịp tim tích hợp, sử dụng cả tia hồng ngoại và đèn LED và điốt quang. Tất cả các phiên bản của Apple Watch thế hệ đầu tiên đều có 8 GB dung lượng lưu trữ; hệ điều hành cho phép người dùng lưu trữ tối đa 2 GB nhạc và 75 MB ảnh. Khi Apple Watch được ghép nối với iPhone, tất cả nhạc trên iPhone đó cũng có sẵn để được kiểm soát và truy cập từ Apple Watch. Hỗ trợ phần mềm cho Apple Watch đầu tiên đã kết thúc với watchOS 4.3.2.

### Thế hệ thứ tư (Series 4)

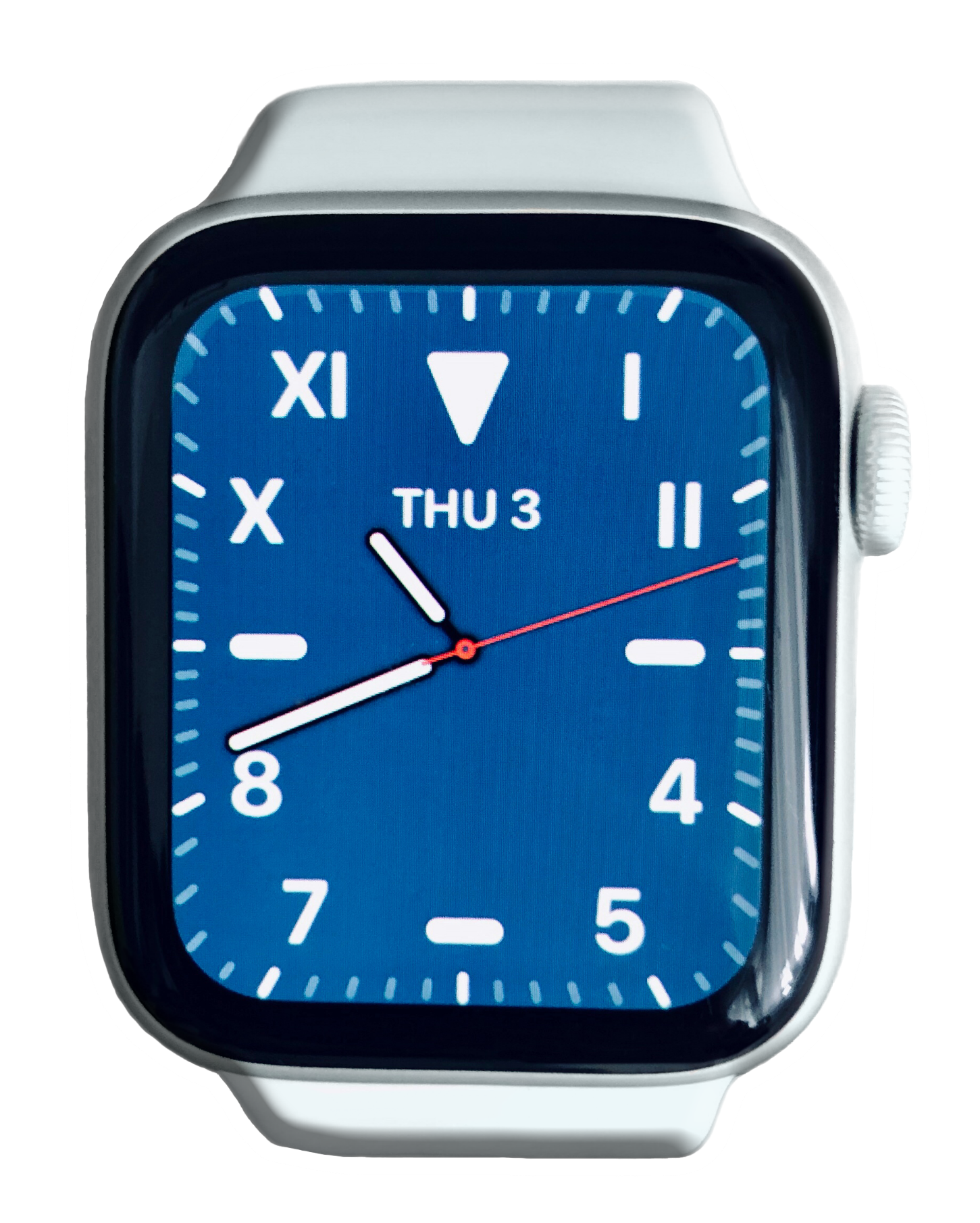
Apple Watch Series 4

Apple Watch Series 4 có màn hình lớn hơn với viền mỏng hơn và các góc bo tròn, khung máy tròn hơn, mỏng hơn một chút với mặt sau bằng gốm được thiết kế lại, bộ xử lý lõi kép S4 64 bit mới có khả năng tăng gấp đôi hiệu suất của S3, bộ nhớ trong 16 GB được nâng cấp, các tùy chọn mới để tùy chỉnh mặt đồng hồ và cảm biến điện tim mới hoạt động bằng cách đo sự chênh lệch tiềm năng giữa cổ tay và ngón tay từ tay đối phương vào Mô-đun S4 trong 30 giây. Hệ thống ECG nhận được giấy phép từ Cục quản lý Thực phẩm và Dược phẩm Hoa Kỳ, đây là hệ thống đầu tiên dành cho thiết bị tiêu dùng, và được hỗ trợ bởi Hiệp hội Tim mạch Hoa Kỳ. Thiết bị này cũng có thể phát hiện ngã và sẽ tự động liên hệ với các dịch vụ khẩn cấp trừ khi người dùng hủy cuộc gọi đi. Micrô được chuyển sang phía đối diện giữa nút bên và núm điều chỉnh kỹ thuật số để cải thiện chất lượng cuộc gọi.  Những thay đổi khác bao gồm vương miện kỹ thuật số kết hợp phản hồi xúc giác với Apple Haptic Engine và bao gồm chip không dây W3 mới do Apple thiết kế.
Chiếc đồng hồ nhận được hầu hết các đánh giá tích cực từ các nhà phê bình. TechRadar cho điểm 4,5/5, gọi nó là một trong những chiếc đồng hồ thông minh hàng đầu, đồng thời chỉ trích thời lượng pin quá ngắn. Digital Trends cho điểm 5/5, gọi đây là sản phẩm tốt nhất của Apple và ca ngợi thiết kế, chất lượng xây dựng và phần mềm, cũng chỉ trích thời lượng pin. CNET cho điểm 8,2/10, gọi nó là "đồng hồ thông minh tổng thể tốt nhất hiện nay", đồng thời chỉ trích thời lượng pin và thiếu các tùy chọn mặt đồng hồ. T3 cho điểm 5/5, gọi nó là "đồng hồ thông minh thế hệ tiếp theo thực sự" do thân máy mỏng hơn và màn hình lớn hơn so với Series 3 và các tính năng sức khỏe.

### Thế hệ thứ năm (Series 5)

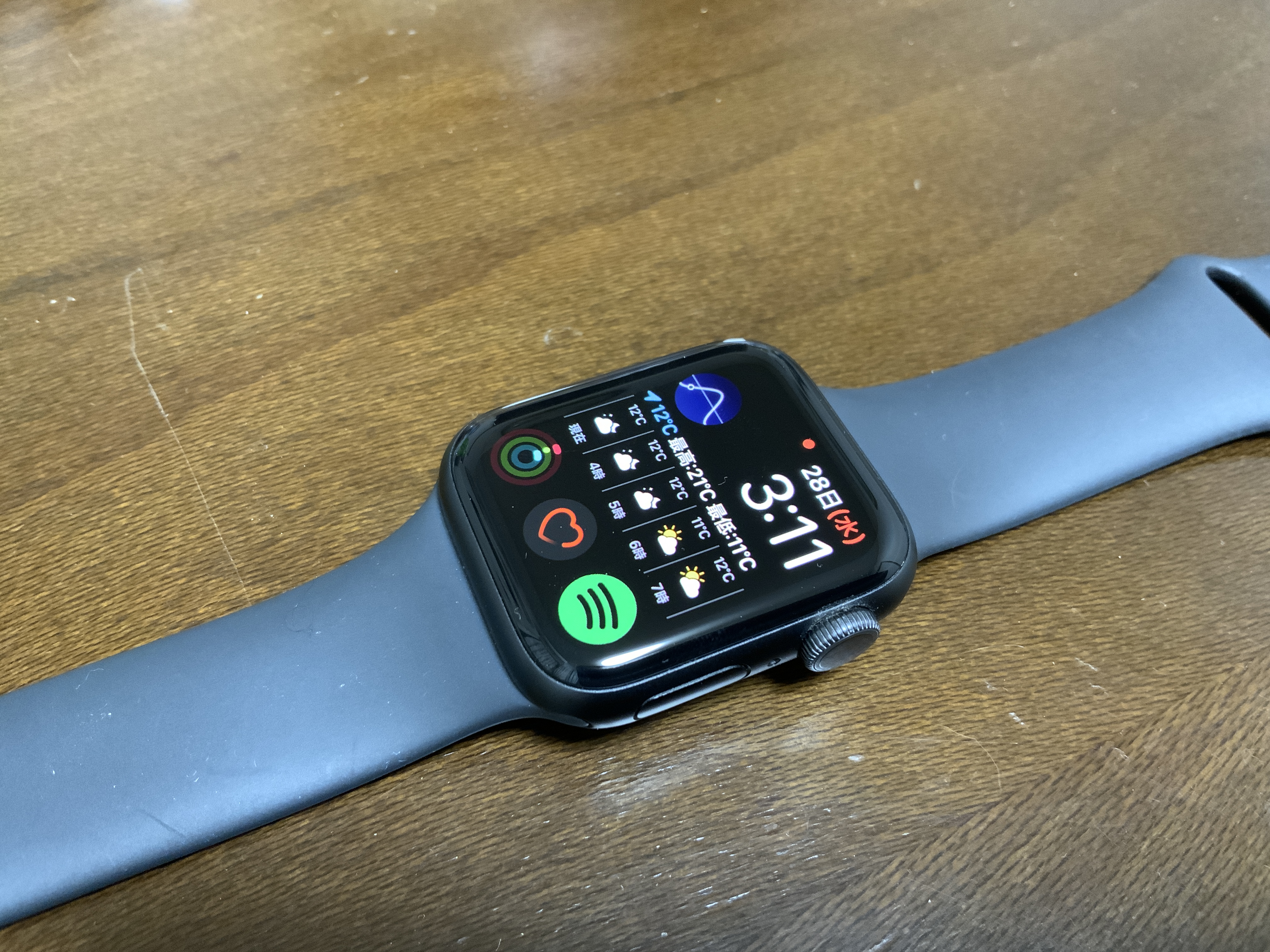
Apple Watch Series 5

Apple Watch Series 5 được công bố vào ngày 10 tháng 9 năm 2019. Những cải tiến chính của nó so với thế hệ trước là việc bổ sung la bàn và always-on display với trình điều khiển màn hình công suất thấp có khả năng làm mới tốc độ thấp nhất là một lần mỗi giây. Các tính năng mới bổ sung bao gồm Gọi khẩn cấp quốc tế cho phép thực hiện các cuộc gọi khẩn cấp ở hơn 150 quốc gia, bộ xử lý S5 tiết kiệm năng lượng hơn, cải tiến cảm biến ánh sáng xung quanh và bộ nhớ tăng gấp đôi lên 32 GB. Nó cũng đưa trở lại cấp "Edition", với một mô hình gốm không có trong thế hệ trước và một mô hình titan mới có hai màu: tự nhiên và Space Black.
Series 5 trở lên (bao gồm cả mẫu SE được giới thiệu vào năm 2020) cũng tích hợp chức năng quản lý hiệu suất và pin dựa trên phần cứng và phần mềm nâng cao.
Các nhà phê bình thường đánh giá tích cực về nó. CNET cho thế hệ này điểm 4/5, kết luận, "Apple Watch tiếp tục là một trong những chiếc đồng hồ thông minh tốt nhất, nhưng vẫn còn hạn chế bởi hiện tại là một phụ kiện iPhone." Digital Trends cho điểm 4.5/5. The Verge cho điểm 9/10.

### Thế hệ thứ sáu (Series 6 và SE)

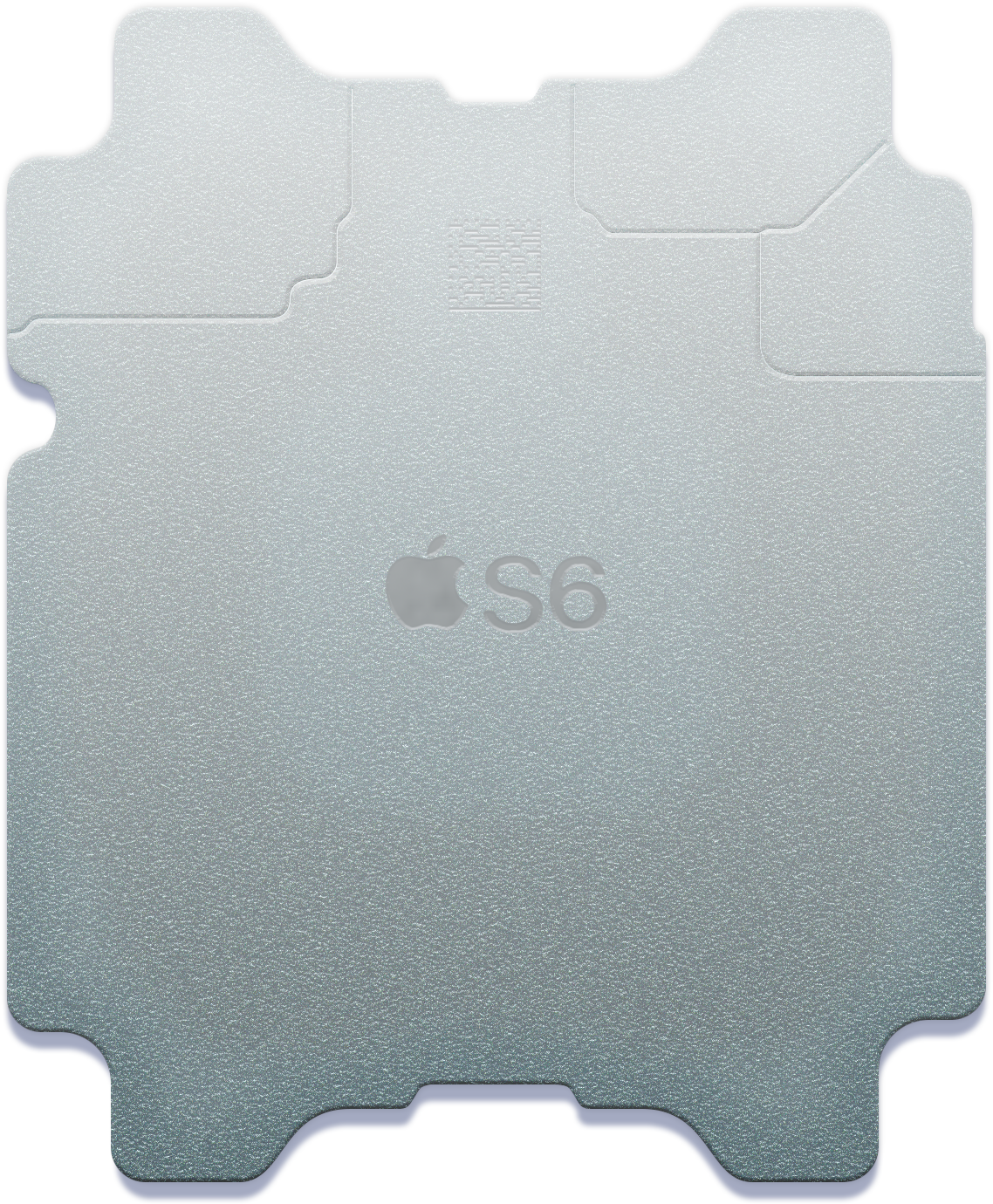
Apple S6

Apple Watch Series 6 được công bố vào ngày 15 tháng 9 năm 2020, trong một Sự kiện Đặc biệt của Apple và bắt đầu xuất xưởng vào ngày 18 tháng 9. Cải tiến chính của nó so với chiếc đồng hồ tiền nhiệm là bao gồm một cảm biến để theo dõi độ bão hòa oxy trong máu.
Các tính năng bổ sung bao gồm bộ xử lý S6 mới nhanh hơn tới 20% so với S4 và S5, màn hình hiển thị luôn sáng hơn 2,5 lần và máy đo độ cao luôn bật. S6 được tích hợp cảm biến nhịp tim quang học thế hệ thứ ba được cập nhật và công nghệ viễn thông nâng cao, bao gồm hỗ trợ băng thông siêu rộng (UWB) thông qua chip U1 của Apple và khả năng kết nối với mạng Wi-Fi 5 GHz. Đồng hồ Series 6 đã được cập nhật với phần cứng sạc nhanh hơn để hoàn tất quá trình sạc trong ~1,5 giờ. Phần cứng Force Touch bị loại bỏ, nhất quán với việc loại bỏ tất cả chức năng Force Touch khỏi watchOS 7.
Đồng hồ Series 6 có thêm các tùy chọn màu Product Red và Navy Blue.
Tại sự kiện giới thiệu sản phẩm vào tháng 9 năm 2020, Apple cũng đã công bố Apple Watch SE, một mẫu giá rẻ hơn. SE kết hợp cùng một máy đo độ cao luôn bật như Series 6, nhưng sử dụng bộ xử lý S5 thế hệ trước và cảm biến nhịp tim quang học thế hệ trước (tức là thứ hai); không bao gồm điện tâm đồ và cảm biến nồng độ máu hoặc màn hình luôn bật; và không bao gồm khả năng giao tiếp UWB hoặc Wi-Fi 5 GHz.

### Thế hệ thứ bảy (Series 7)
Apple Watch Series 7 đã được công bố vào ngày 14 tháng 9 năm 2021, trong một Sự kiện Đặc biệt của Apple. Các đơn đặt hàng trước đã mở vào ngày 8 tháng 10, với ngày giao hàng sớm nhất bắt đầu từ ngày 15 tháng 10.
Những cải tiến so với đồng hồ Series 6 thế hệ trước bao gồm thiết kế tròn trịa hơn với vỏ lớn hơn một chút; màn hình sáng hơn 70% trong nhà và lớn hơn khoảng 20%; cải thiện độ bền thông qua một tinh thể chống nứt phía trước; Chứng nhận IP6X về khả năng chống bụi; Sạc nhanh hơn 33% thông qua thiết bị điện tử bên trong được cải tiến và cáp sạc nhanh dựa trên USB-C nâng cao; hỗ trợ cho BeiDou (hệ thống định vị vệ tinh của Trung Quốc); và tính khả dụng của bàn phím ảo có thể chạm hoặc vuốt. Series 7 cũng được trang bị phần cứng mới cho phép truyền dữ liệu không dây cực nhanh, tầm ngắn ở tốc độ 60,5 GHz, mặc dù Apple chưa giải thích đầy đủ về chức năng mới này.
Sau thông báo của Apple về Series 7, một công ty phát triển phần mềm độc lập đã đệ đơn kiện Apple với cáo buộc sao chép không phù hợp chức năng bàn phím phần mềm từ một ứng dụng mà trước đó Apple đã từ chối khỏi App Store của họ.

### Thế hệ thứ tám (Series 8, SE (thế hệ 2), & Ultra)

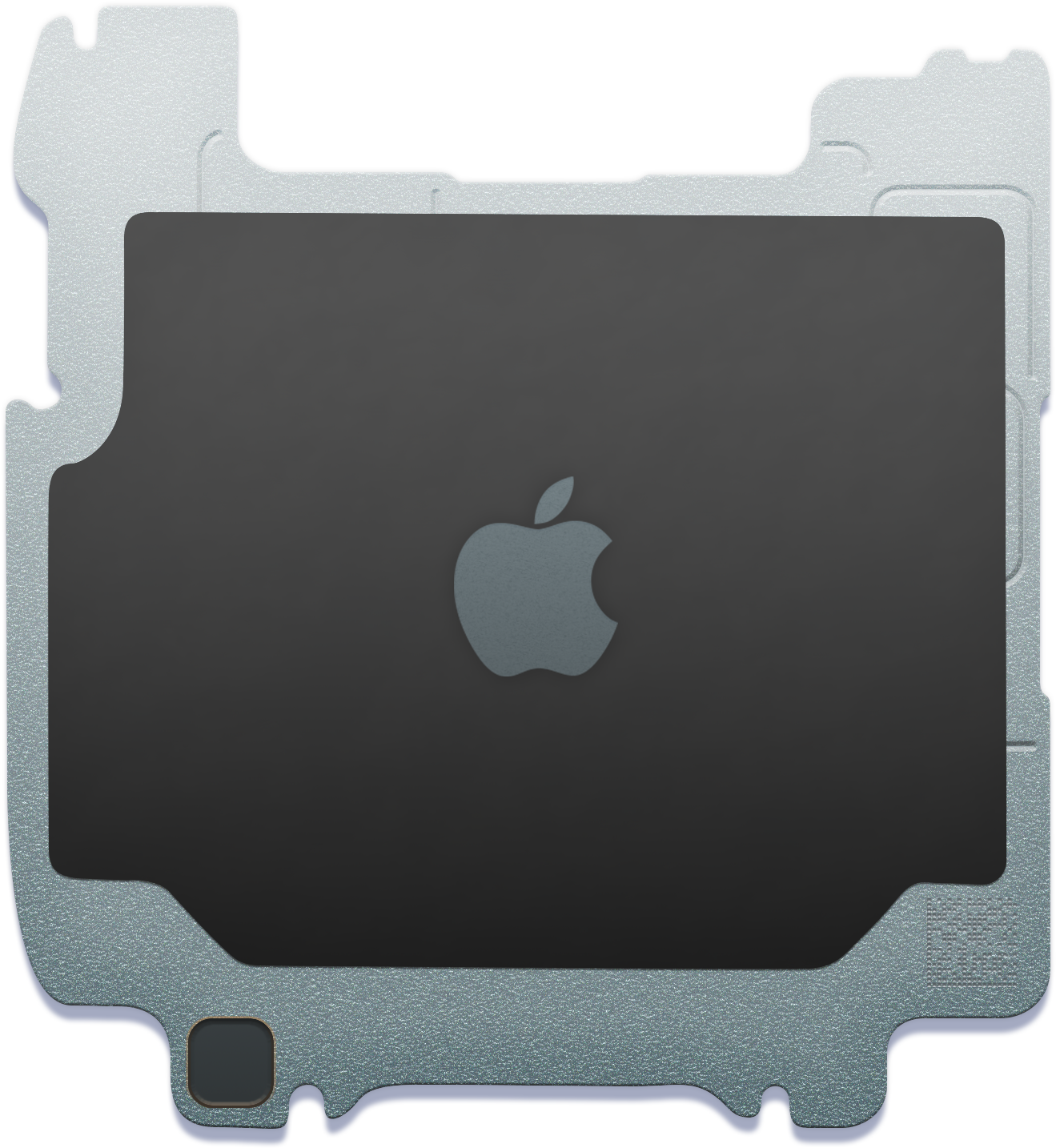
Apple S8

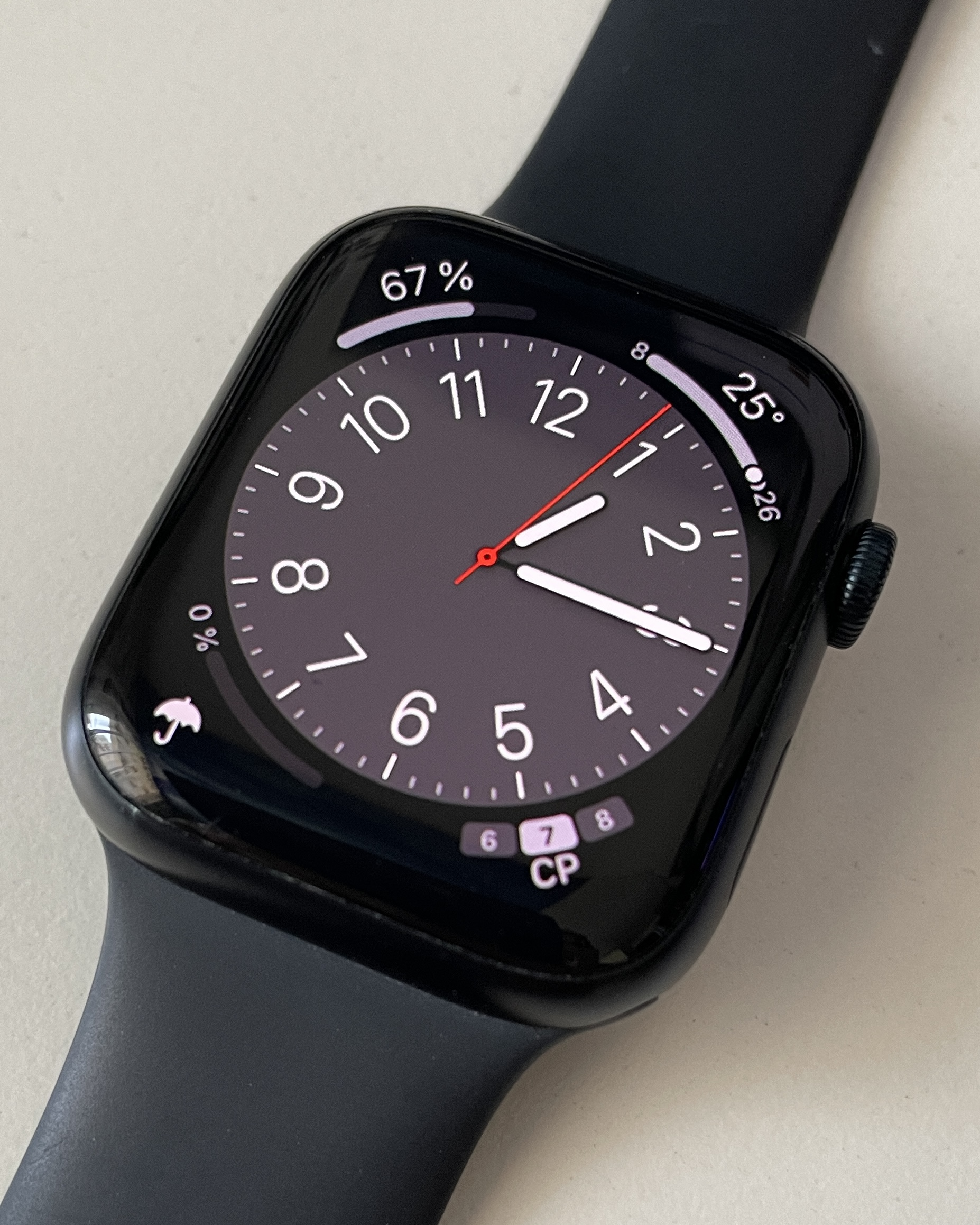
Apple Watch Series 8 vỏ nhôm Midnight.

Apple Watch Series 8, Apple Watch SE thế hệ thứ hai và Apple Watch Ultra đã được công bố vào ngày 7 tháng 9 năm 2022 tại sự kiện Apple Special Event. Đặt hàng trước mở vào cùng ngày, với Series 8 và SE thế hệ thứ 2 được giao vào ngày 16 tháng 9, trong khi Ultra được giao vào ngày 23 tháng 9.
Các cải tiến trong Series 8 so với Series 7 thế hệ trước bao gồm cảm biến nhiệt độ mới và các gia tốc kế và con quay hồi chuyển chính xác hơn có khả năng phát hiện sự xảy ra của tai nạn xe hơi.
Apple Watch SE thế hệ thứ 2 có sẵn các màu sắc vỏ là Midnight, Silver và Starlight. Các màu sắc vỏ Space Gray và Gold đã bị ngừng sản xuất.

### Thế hệ thứ chín (Series 9 & Ultra 2)
Apple Watch Series 9 và Apple Watch Ultra 2 đã được công bố vào ngày 12 tháng 9 năm 2023 tại sự kiện Apple Special Event. Việc đặt hàng trước bắt đầu vào cùng ngày, với thời gian giao hàng sớm nhất bắt đầu vào ngày 22 tháng 9.

## Phần mềm
Apple Watch chạy watchOS, có giao diện dựa trên màn hình chính với các biểu tượng ứng dụng dạng hình tròn, có thể thay đổi thành dạng danh sách trong cài đặt của thiết bị. Hệ điều hành có thể được điều hướng bằng màn hình cảm ứng hoặc núm xoay ở cạnh đồng hồ.  Khi ra mắt, Apple Watch thế hệ đầu tiên cần được ghép nối với iPhone 5 hoặc đời mới hơn chạy iOS 8.2 trở lên; phiên bản iOS này đã giới thiệu ứng dụng Apple Watch, được sử dụng để ghép nối đồng hồ với iPhone, tùy chỉnh cài đặt và ứng dụng đã tải, và đánh dấu các ứng dụng tương thích từ App Store.
Apple Watch có khả năng nhận thông báo, tin nhắn và cuộc gọi thông qua iPhone được ghép nối. "Glances" cho phép người dùng vuốt giữa các trang chứa các hiển thị thông tin giống như widget; tuy nhiên, tính năng này đã được thay thế bằng Trung tâm điều khiển mới. watchOS cũng hỗ trợ Handoff để gửi nội dung từ Apple Watch sang thiết bị iOS hoặc macOS, và hoạt động như kính ngắm cho máy ảnh iPhone, Siri cũng khả dụng cho các lệnh thoại và có khả năng trả lời bằng lời nhắc giọng nói trên đồng hồ Series 3. Apple Watch cũng hỗ trợ Apple Pay và cho phép sử dụng nó với các mẫu iPhone cũ hơn không có hỗ trợ kết nối trường gần (NFC).
Các ứng dụng mặc định của Apple Watch được thiết kế để tương tác với các ứng dụng iOS tương ứng của chúng, chẳng hạn như Mail, Phone, Calendar, Messages, Maps, Music, Photos, Reminders, Remote  (có thể điều khiển iTunes và Apple TV), Stocks, và Wallet. Sử dụng các ứng dụng Hoạt động và Luyện tập, người dùng có thể theo dõi hoạt động thể chất của họ và gửi dữ liệu trở lại iPhone để sử dụng trong ứng dụng Sức khỏe và các phần mềm hỗ trợ HealthKit khác. Với watchOS 3, Reminders, Home, Find My Friends, Heart Rate và Breathe đã được thêm vào các ứng dụng mặc định.

## Đón nhận

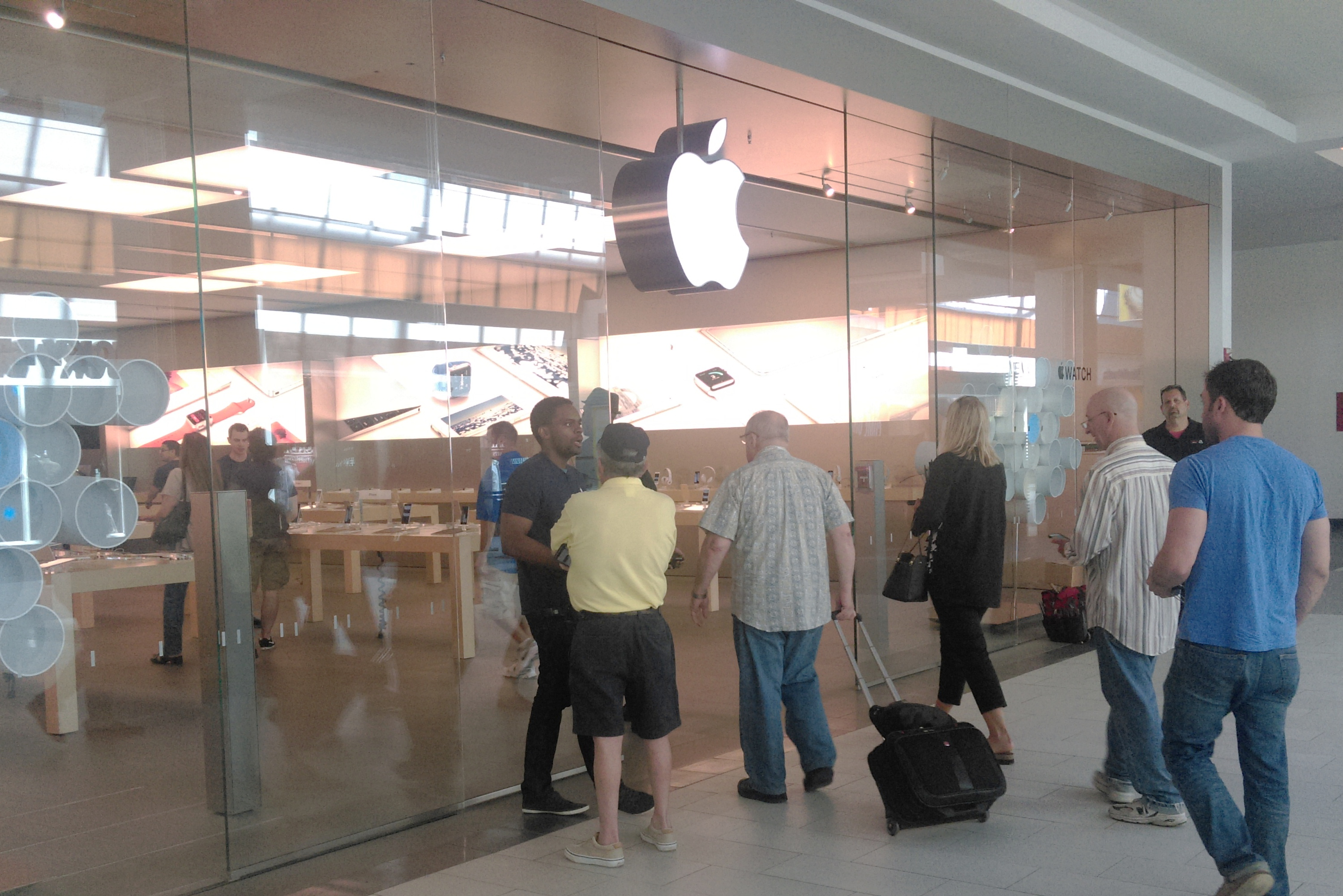
Một cửa hàng Apple mở cửa vào ngày đầu tiên bán Apple Watch.

Sau thông báo, ấn tượng ban đầu từ các nhà quan sát trong ngành công nghệ và đồng hồ rất khác nhau; chiếc đồng hồ được một số người khen ngợi vì "thiết kế, khả năng tiềm năng và tính hữu ích cuối cùng", trong khi những người khác lại chỉ trích những khía cạnh tương tự. Nhà đầu tư mạo hiểm Marc Andreessen nói rằng anh "không thể chờ đợi" để thử nó, và người viết tiểu sử của Steve Jobs, Walter Isaacson, mô tả nó là "cực kỳ tuyệt vời" và là một ví dụ về công nghệ tương lai "được nhúng nhiều hơn vào cuộc sống của chúng ta". Evan Dashevsky của PC Magazine cho biết nó không có gì mới về mặt chức năng so với Moto 360, ngoại trừ các thông báo rung động có thể tùy chỉnh. Vào tháng 11 năm 2014, Apple Watch được Time liệt kê là một trong 25 phát minh tốt nhất năm 2014.
Nhìn chung, các đánh giá ban đầu về thiết bị là tích cực với một số lưu ý. Các nhà đánh giá đã khen ngợi khả năng tiềm năng của đồng hồ để tích hợp vào cuộc sống hàng ngày và thiết kế tổng thể của sản phẩm, nhưng lưu ý các vấn đề về tốc độ và giá cả. Nhiều nhà đánh giá đã mô tả chiếc đồng hồ là tiện dụng và tiện lợi, trong khi cũng lưu ý rằng nó không cung cấp nhiều chức năng tiềm năng như điện thoại thông minh trước đó. Farhad Manjoo của The New York Times đã đề cập đến đường cong học tập cao của thiết bị, nói rằng ông đã mất "ba ngày dài, thường xuyên bối rối và thất vọng" để làm quen với watchOS 1, nhưng yêu thích nó sau đó. Một số nhà đánh giá cũng đã so sánh nó với các sản phẩm cạnh tranh, chẳng hạn như thiết bị Android Wear, và tuyên bố "Chiếc đồng hồ thông minh cuối cùng cũng có ý nghĩa". Tuy nhiên, các nhà đánh giá đã có ý kiến trái chiều về thời lượng pin, với Geoffrey Fowler của The Wall Street Journal cho biết "thời lượng pin lên đến mức sạc cả ngày, nhưng đôi khi chỉ vừa đủ", và những người khác so sánh nó với Samsung Gear 2, "trải qua ba ngày sử dụng vừa phải." Tim Bradshaw của Financial Times đã sử dụng một số ứng dụng trong một vài ngày. Ông kết luận rằng chưa có "ứng dụng sát thủ" nào ngoài việc báo giờ, vốn là chức năng cơ bản của đồng hồ đeo tay.
Khi sử dụng Apple Watch, một số người dùng đã báo cáo sự cố khi sử dụng tính năng theo dõi nhịp tim do các tình trạng da vĩnh viễn, bao gồm cả hình xăm. Watch sử dụng công nghệ đo quang điện (PPG) sử dụng đèn LED màu xanh lá cây để đo nhịp tim. Để đo nhịp tim của người dùng, đồng hồ sẽ nhấp nháy ánh sáng xanh lục từ đèn LED ở da và ghi lại lượng ánh sáng này được hấp thụ bởi sắc tố đỏ của máu. Trong một số trường hợp, da có thể không cho phép hấp thụ ánh sáng được đọc đúng và do đó cung cấp kết quả không chính xác.
Một số người dùng đã phàn nàn rằng logo và văn bản ở mặt sau của mẫu Apple Watch Sport, chủ yếu là phiên bản màu xám không gian, có thể dễ dàng bị mòn.

### Việc bán hàng

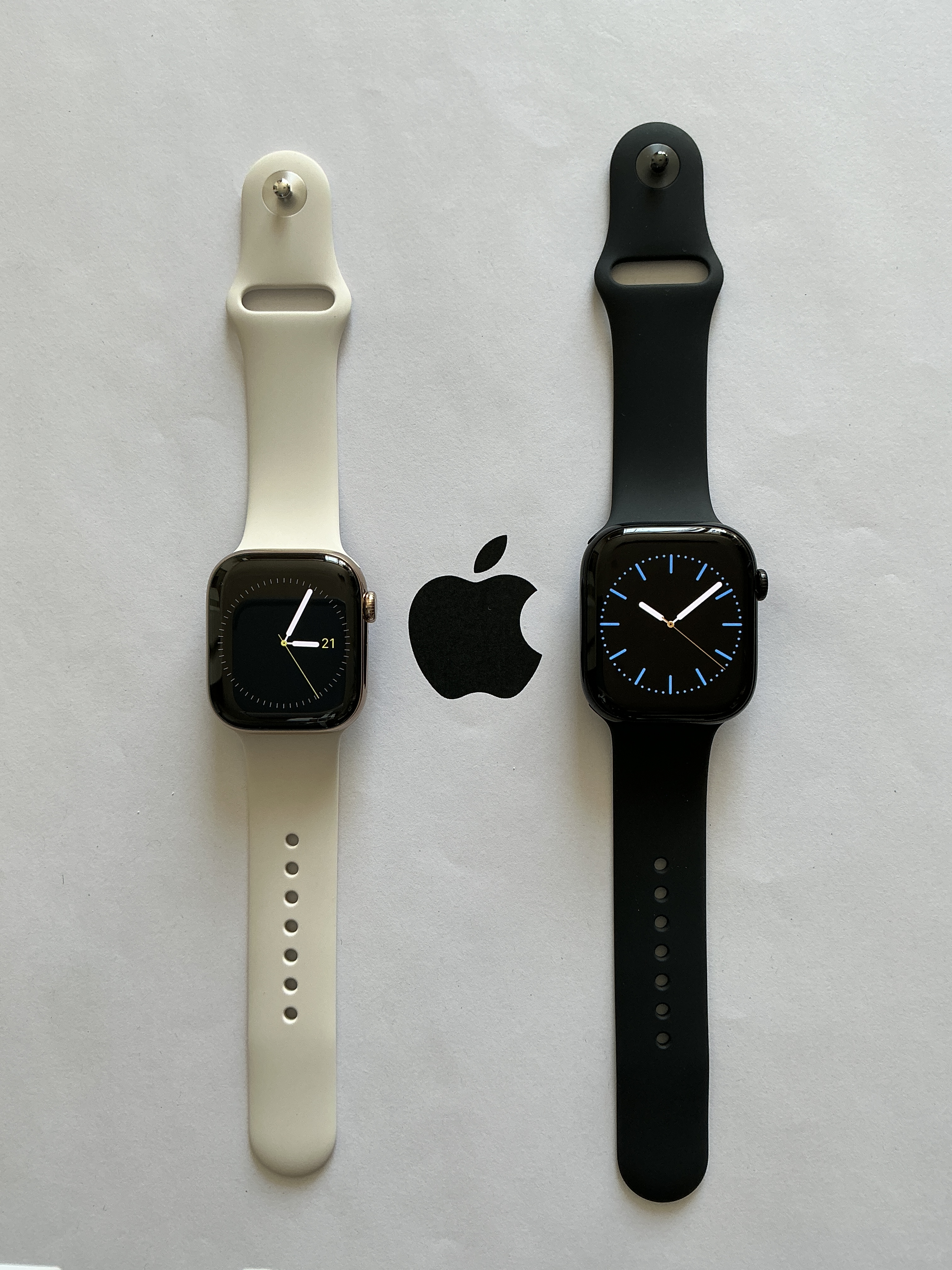
Apple Watch Series 10

Các nhà phân tích tài chính đã đưa ra ước tính ban đầu về doanh số bán hàng từ vài triệu đến 5 triệu chiếc trong năm đầu tiên. Tim Bajarin của Time đã tóm tắt phản ứng rộng rãi, viết rằng "chưa có đủ thông tin để xác định sản phẩm này sẽ hoạt động như thế nào khi cuối cùng nó ra mắt thị trường vào năm tới".
Do thiếu hụt vật liệu, việc giao hàng Apple Watch đã bị trì hoãn so với ngày phát hành đặt hàng trước ban đầu là ngày 10 tháng 4 năm 2015. Kết quả là, chỉ có 22% Apple Watch được đặt hàng trước được giao ở Hoa Kỳ trong cuối tuần sau ngày phát hành. Ước tính Apple đã nhận được gần một triệu đơn đặt hàng trước Apple Watch ở Hoa Kỳ trong sáu giờ đầu tiên của thời gian đặt hàng trước vào ngày 10 tháng 4 năm 2015, sau đó nó đã bán hết và các đơn đặt hàng tiếp theo sẽ bắt đầu được giao vào tháng 6. Sau đó, một báo cáo của một nhà phân tích cho biết Apple Watch đã trở thành một doanh nghiệp trị giá 10 tỷ USD trong năm đầu tiên.
Apple đã không tiết lộ bất kỳ con số bán hàng nào cho Apple Watch. Ước tính của IDC cho biết Apple đã xuất xưởng hơn 12 triệu chiếc vào năm 2015. Đến cuối năm 2016, một cựu chiến binh của ngành công nghiệp đồng hồ Thụy Sĩ cho biết Apple đã bán được khoảng 20 triệu chiếc đồng hồ và có thị phần khoảng 50%. Các nhà phân tích ước tính Apple đã bán được 18 triệu chiếc đồng hồ vào năm 2017, 31 triệu chiếc vào năm 2019 và 34 triệu chiếc vào năm 2020. Năm 2021, các nhà phân tích ước tính có khoảng 100 triệu chiếc được sử dụng.
Năm 2020, Apple đã bán được nhiều đồng hồ hơn toàn bộ ngành công nghiệp đồng hồ Thụy Sĩ - bao gồm Swatch và TAG Heuer.

## Tranh cãi
Vào tháng 12 năm 2019, Joseph Wiesel, một bác sĩ tim mạch của Đại học New York, đã kiện Apple vì cáo buộc rằng Apple Watch vi phạm phương pháp phát hiện rung tâm nhĩ được cấp bằng sáng chế. Wiesel nói rằng ông đã chia sẻ chi tiết của bằng sáng chế với Apple vào tháng 9 năm 2017; công ty từ chối thương lượng.
Sau thông báo của Apple về Series 7, một công ty phát triển phần mềm độc lập đã đệ đơn kiện Apple cáo buộc sao chép trái phép chức năng bàn phím phần mềm từ một ứng dụng mà Apple trước đó đã từ chối khỏi App Store của mình.

## Liên kết
- Apple Watch – trang web chính thức